# Campylopus trichophylloides
Campylopus trichophylloides är en bladmossart som beskrevs av Thériot och Theodor Carl Karl Julius Herzog 1938. Campylopus trichophylloides ingår i släktet nervmossor, och familjen Dicranaceae. Inga underarter finns listade i Catalogue of Life.